# Spilomena emarginata
Spilomena emarginata är en biart som beskrevs av Vardy 1987. Spilomena emarginata ingår i släktet Spilomena och familjen grävsteklar. Inga underarter finns listade i Catalogue of Life.